# Christine Sczygiel
Christine Sczygiel (* 1965 in Hettstadt) war von 2000 bis 2018 Bundesvorsitzende des Bundesverbandes Legasthenie und Dyskalkulie e.V. Von 2014 bis 2019 war sie Vorstandsmitglied der European Dyslexia Association.
2020 erhielt sie das Bundesverdienstkreuz für ihr Engagement für Menschen mit Legasthenie und Dyskalkulie.